# Miguel Ángel Ramos
Miguel Ángel Ramos (Concordia, Honduras; 29 de septiembre de 1864; Tegucigalpa, Honduras; 1970) fue un militar hondureño, con el rango de coronel de artillería y fue Director de la Escuela Militar de Honduras.

## Biografía
Miguel Ángel Ramos Cerrato nació en la localidad de Concordia, Salamá Departamento de Olancho, siendo hijo de Yanuario Ramos y Josefa Cerrato. Ingreso al ejército de Honduras desde joven y seguidamente se trasladó a México donde fue graduado en el Colegio Militar de Chapultepec, obteniendo su rango de suboficial y escalando en el ejército de Honduras donde obtuvo el de coronel. En 1904, el presidente general Manuel Bonilla fundó la primera Escuela Militar organizada y nombrando al coronel Servando Múñoz como su primer director, dicha escuela es clausurada en 1909, después el presidente Francisco Bertrand Barahona abre la Escuela de artillería en 1911 nombrando al coronel guatemalteco Felipe Pineda C. como Director, dicha escuela en 1914 recibe al coronel Miguel Ángel Ramos como su nuevo director, pero debido a problemas ideológicos en el país se cerro en 1917. El mismo Presidente Bertrand fundó la Academia Militar de Honduras y nombró directamente al coronel Miguel Ángel Ramos como primer director y al coronel Joaquín Medina Planas como subdirector, quien le sustituyó debido al estallido de la primera guerra civil de Honduras la Academia fue clausurada el 30 de julio de 1919. 
El coronel Miguel Ángel Ramos continuo dentro de las filas castrenses hondureñas como ingeniero, seguidamente fue nombrado Director del Archivo Nacional de Honduras y de la Biblioteca Nacional de Honduras. 
Como escritor sus aportes fueron: 
- La reconstrucción nacional, estudios etológicos y etográficos, Imprenta Barahona, Honduras, 1923.
- Divulgaciones militares, escrito junto a Miguel Ángel Ramos Padilla, Tipografia Nacional, Honduras. 1929